# Bernard Pomerance
Bernard Pomerance (New York-Brooklyn, 1940. szeptember 23. – Galisteo, Új-Mexikó, 2017. augusztus 26.) amerikai drámaíró, költő.

## Művei
Drámák
- High in Vietnam (1971)
- Hot Damn (1971)
- Thanksgiving In Detroit (1971)
- Someone Else Is Still Someone (1974)
- A Man's A Man (1975)
- Foco Novo (1972)
- Az elefántember (The Elephant Man) (1977); ford. Osztovits Levente
- Quantrill In Lawrence (1980)
- Melons (1985)
- Hands of Light (2001)
- Superhighway (2001)
- Midas

## Magyarul
- Az elefántember. Színmű; ford. Osztovits Levente; Európa, Bp., 1981 (Modern könyvtár)